# Alpi e Prealpi di Provenza
Le Alpi e Prealpi di Provenza (in francese Alpes et Préalpes de Provence) costituiscono la sezione numero 3 delle Alpi, secondo le definizioni della SOIUSA. La cima più alta è la Tête de l'Estrop (2961 m).

## Collocazione

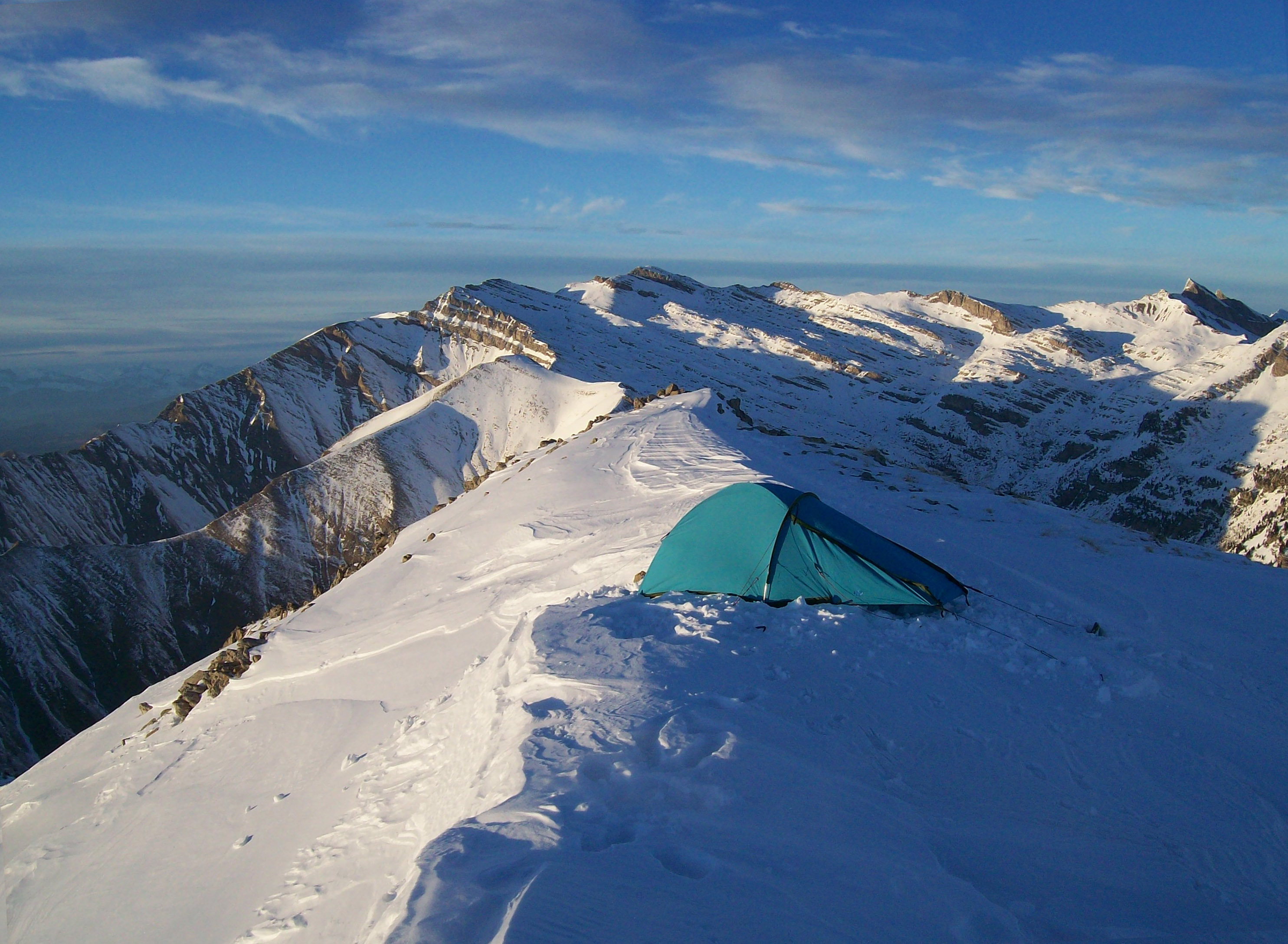
Tête de l'Estrop

Si trovano nei dipartimenti francesi delle Alpi dell'Alta Provenza, del Vaucluse e delle Alpi Marittime.
Confinano a nord con le Prealpi del Delfinato e le Alpi del Delfinato; a nord-est con le Alpi Cozie; ad est con le Alpi Marittime e le Prealpi di Nizza; a sud con le colline della bassa Provenza e ad ovest con la piana del Rodano.
Dal punto di vista orografico la sezione alpina non si colloca lungo la catena principale alpina ma, tra le sue sottosezioni, le Alpi di Provenza, le Prealpi di Digne e le Prealpi di Grasse si staccanco dalle Alpi Marittime e Prealpi di Nizza al Colle d'Allos ed al Colle di Toutes Aures mentre le Prealpi di Vaucluse si staccano dalle Prealpi del Delfinato al Colle di Macuègne.

## Classificazione
La SOIUSA ha completamente riformulato questa sezione alpina rispetto alla Partizione delle Alpi. La Partizione parla infatti di due sezioni: Alpi di Provenza e Prealpi di Provenza.
Inoltre, la SOIUSA ha escluso la parte più meridionale delle Prealpi (detta Massicci di Bassa Provenza) dal sistema alpino perché non ne farebbe parte secondo i più moderni studi. Ha unificato le restanti parti delle due sezioni. Infine ha spostato dalle Prealpi del Delfinato la sottosezione delle Prealpi di Vaucluse.
La classificazione della SOIUSA è la seguente:
- Grande parte = Alpi Occidentali
- Grande settore = Alpi Sud-occidentali
- Sezione = Alpi e Prealpi di Provenza
- Codice = I/A-3

## Suddivisione

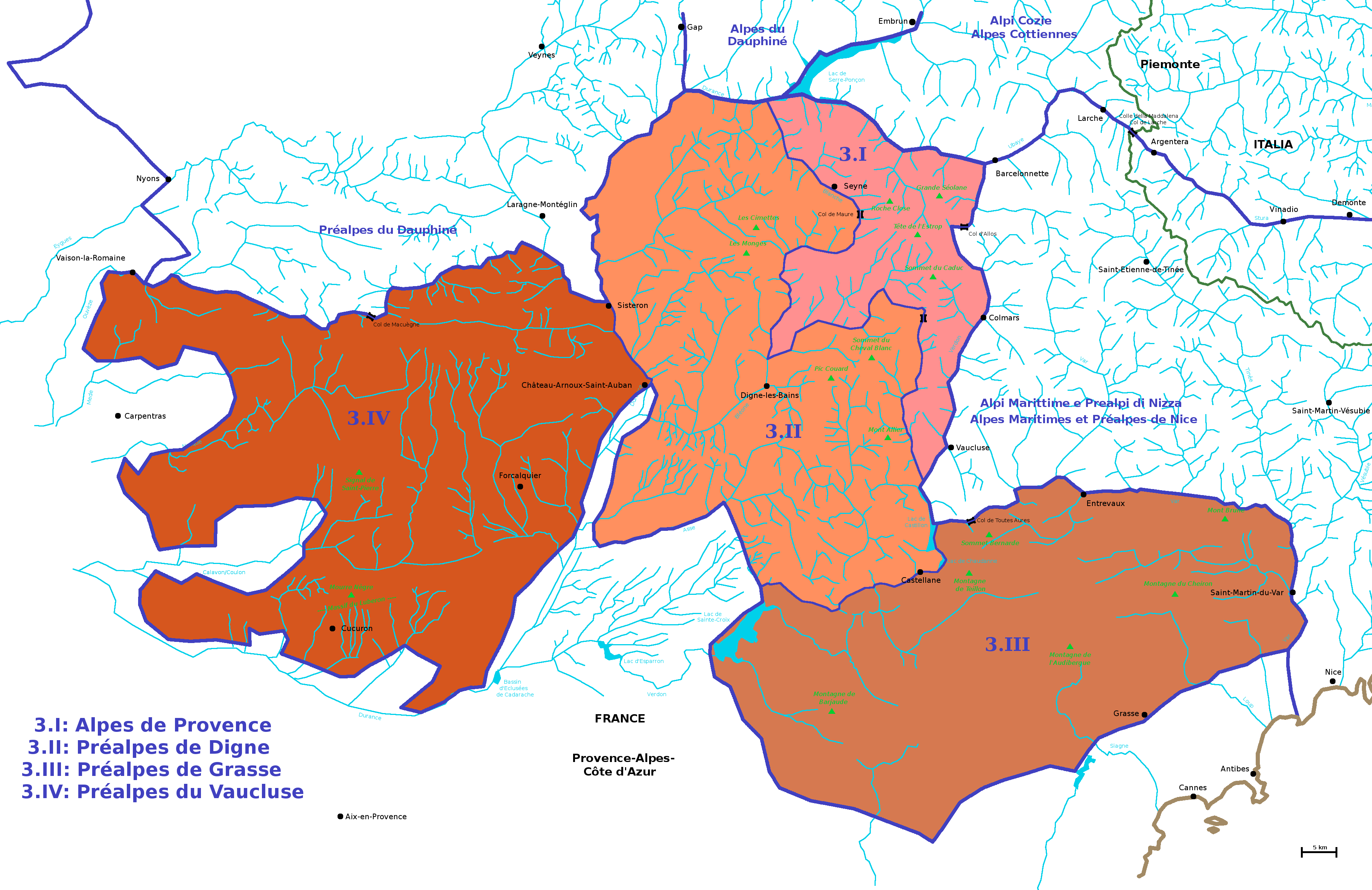
Carta schematica delle Alpi e Prealpi di Provenza secondo la SOIUSA. Sono evidenziate le quattro sottosezioni: 3.I Alpi di Provenza, 3.II Prealpi di Digne, 3.III Prealpi di Grasse, 3.IV Prealpi di Vaucluse

La sezione alpina è suddivisa in quattro sottosezioni (indicate con numeri romani) ed otto supergruppi:
- 3.I: Alpi di Provenza
  - Catena Séolane-Estrop-Caduc-Blanche
- 3.II: Prealpi di Digne
  - Prealpi Meridionali di Digne
  - Prealpi Settentrionali di Digne
- 3.III: Prealpi di Grasse
  - Catena Bernarde-Monte Brune-Teillon
  - Catena Cheiron-Audibergue
  - Catena Malay-Barjaude
- 3.IV: Prealpi di Vaucluse
  - Monti di Vaucluse e di Lura
  - Massiccio del Luberon

Le tre sottosezioni: Prealpi di Digne, Prealpi di Grasse e Prealpi di Vaucluse vengono anche chiamate Prealpi di Provenza.